# Serdiana
Serdiana est une commune italienne d'environ 2 600 habitants située dans la province du Sud-Sardaigne, dans la région Sardaigne.

## Administration
| Période                                  | Période | Identité | Étiquette | Qualité |
| ---------------------------------------- | ------- | -------- | --------- | ------- |
|                                          |         |          |           |         |
| Les données manquantes sont à compléter. |         |          |           |         |

### Communes limitrophes
Dolianova, Donorì, Monastir, Sant'Andrea Frius, Sestu, Settimo San Pietro, Soleminis, Ussana